# FK Banat
El FK Banat Zrenjanin es un club de fútbol serbio de la ciudad de Zrenjanin. Fue fundado en 2006 y juega en la Superliga de Serbia.